# 1. Klasse Nordbaden 1943/44
Die 1. Klasse Nordbaden 1943/44  war die elfte Spielzeit der 1. Klasse Nordbaden im Sportgau Baden. Sie diente dem Unterbau der Gauliga Baden.
Die 1. Klasse Nordbaden wurde in dieser Spielzeit erneut in den Staffeln Mannheim I, Mannheim II und Heidelberg im Rundenturnier mit Hin-und-Rückspiel ausgespielt. Die Saison begann am 11. Oktober 1943, die letzten Spiele kamen am 8. Mai 1944 zur Austragung. Kriegsbedingt sank die Anzahl an spielfähigen Mannschaften weiter, so dass alle drei Staffeln anfangs mit je sieben Mannschaften gestartet sind, wobei es auch in dieser Spielzeit zu Rückzügen mitten in der Saison kam.
In der Abteilung Mannheim I setzte sich zum zweiten Mal nach 1939/40 der FC Germania Friedrichsfeld durch. Die Abteilung Mannheim II gewann Aufsteiger FC Alemannia Rheinau, in Staffel III siegte der FG Union Heidelberg. Alle drei Vereine qualifizierten sich dadurch für die Aufstiegsrunde zur Gauliga Baden 1944/45. In dieser konnte sich Heidelberg durchsetzen und stieg somit in die Erstklassigkeit auf.

## Staffel Mannheim I

### Kreuztabelle
Die Kreuztabelle stellt die Ergebnisse aller überlieferten Spiele dieser Saison dar. Die Heimmannschaft ist in der linken Spalte, die Gastmannschaft in der oberen Zeile aufgelistet.
| 1943/44                      | FC Germania Friedrichsfeld | VfR Mannheim Versehrten | FV 09 Weinheim | BuR | LHE | DAI | 07T |
| ---------------------------- | -------------------------- | ----------------------- | -------------- | --- | --- | --- | --- |
| FC Germania Friedrichsfeld   |                            | -:+                     | 3:0            | 8:1 | 5:2 |     |     |
| VfR Mannheim (Versehrten)    | +0:0                       |                         | 3:2            | 5:1 | 4:1 |     |     |
| FV 09 Weinheim               | 0:6                        | 4:1                     |                | 2:1 | 6:1 |     |     |
| BSG Bopp & Reuther           | 1:1                        | 3:1                     |                |     | -:+ |     |     |
| KSG Leutershausen/Heddesheim | 1:3                        | 4:0                     | 1:5            | 6:8 |     |     |     |
| BSG Daimler-Benz Mannheim    |                            |                         | 4:4            |     |     |     |     |
| KSG 07/TV 1846 Mannheim      |                            |                         |                |     |     |     |     |

### Abschlusstabelle
| Pl. | Verein                           | Sp. | S | U | N | Tore    | Quote | Punkte |
| --- | -------------------------------- | --- | - | - | - | ------- | ----- | ------ |
| 1.  | FC Germania Friedrichsfeld       | 8   | 5 | 1 | 2 | 026:500 | 5,20  | 11:50  |
| 2.  | VfR Mannheim (Versehrten) (N)    | 8   | 5 | 0 | 3 | 014:150 | 0,93  | 10:60  |
| 3.  | FV 09 Weinheim                   | 7   | 4 | 0 | 3 | 019:160 | 1,19  | 08:60  |
| 4.  | BSG Bopp & Reuther               | 7   | 2 | 1 | 4 | 015:230 | 0,65  | 05:90  |
| 5.  | KSG Leutershausen/Heddesheim (N) | 8   | 2 | 0 | 6 | 016:310 | 0,52  | 04:12  |
| 6.  | BSG Daimler-Benz Mannheim a      | 0   | 0 | 0 | 0 | 000:000 | 1,00  | 0:0    |
| 7.  | KSG 07/TV 1846 Mannheim b        | 0   | 0 | 0 | 0 | 000:000 | 1,00  | 0:0    |

| (N) | Neuling |

## Staffel Mannheim II

### Kreuztabelle
Die Kreuztabelle stellt die Ergebnisse aller überlieferten Spiele dieser Saison dar. Die Heimmannschaft ist in der linken Spalte, die Gastmannschaft in der oberen Zeile aufgelistet.
| 1943/44               | RHE | FV 08 Hockenheim | KUR  | ROH   | BRÜ | NLH    | SV 98 Schwetzingen |
| --------------------- | --- | ---------------- | ---- | ----- | --- | ------ | ------------------ |
| FC Alemannia Rheinau  |     | 2:1              | 1:5  | 6:1   | 5:2 | 2:0    | 10:1               |
| FV 08 Hockenheim      | 0:2 |                  | 7:1  | 3:2   | 5:2 | +2:2 c | 4:2                |
| Kurpfalz Neckarau     | 1:3 | 5:0              |      | 4:2 d | 7:0 | 1:1    | 4:3                |
| TuSpV Rohrhof         | 2:4 | 2:4              | 2:5  |       | 5:3 | +0:0   | 4:3 e              |
| FV 1918 Brühl         | 3:1 | 3:4              | 5:1  | 1:3   |     | 4:0    | 0:1                |
| SC Olympia Neulußheim | 0:6 | 1:5              | 2:2  | 6:2   | 3:0 |        | 2:0                |
| SV 98 Schwetzingen    | 4:2 | 0:3              | 0:0+ | 1:3   | 1:4 | +0:0   |                    |

### Abschlusstabelle
| Pl. | Verein                    | Sp. | S | U | N | Tore    | Quote | Punkte |
| --- | ------------------------- | --- | - | - | - | ------- | ----- | ------ |
| 1.  | FC Alemannia Rheinau (N)  | 12  | 9 | 0 | 3 | 044:200 | 2,20  | 18:60  |
| 2.  | FV 08 Hockenheim          | 12  | 9 | 0 | 3 | 038:240 | 1,58  | 18:60  |
| 3.  | Kurpfalz Neckarau         | 12  | 7 | 2 | 3 | 036:260 | 1,38  | 16:80  |
| 4.  | TuSpV Rohrhof             | 12  | 5 | 0 | 7 | 028:400 | 0,70  | 10:14  |
| 5.  | FV 1918 Brühl             | 12  | 4 | 0 | 8 | 027:360 | 0,75  | 08:16  |
| 6.  | SC Olympia Neulußheim (N) | 12  | 3 | 2 | 7 | 017:240 | 0,71  | 08:16  |
| 7.  | SV 98 Schwetzingen        | 12  | 3 | 0 | 9 | 016:360 | 0,44  | 06:18  |

| (N) | Neuling |

## Staffel Heidelberg
Aus der diesjährigen Staffel Heidelberg sind aktuell nur wenige Ergebnisse überliefert. Folgende Mannschaften nahmen teil:
- Union Heidelberg (Staffelsieger)
- Kirchheimer FG
- FVg Eppelheim
- TSG Rohrbach
- KSG Handschuhsheim/Dossenheim
- Sportfreunde Leimen
- FC Baiertal